# Dysputa o Najświętszym Sakramencie
Dysputa o Najświętszym Sakramencie (również: Triumf Eucharystii) – fresk wykonany w latach 1509-1511 przez włoskiego artystę renesansu Rafaela. Znajduje się w Stanza della Segnatura, jednej ze Stanz Watykańskich, która swego czasu była przeznaczona na bibliotekę papieską i na siedzibę trybunału kościelnego.
W górnej części fresku przedstawiony jest Kościół triumfujący, albo Kościół zbawionych, czyli apostołowie i święci otaczający Jezusa Chrystusa i stojących po jego bokach Maryję i Jana Chrzciciela. Część dolna przedstawia Kościół wojujący, albo pielgrzymujący, czyli ten żyjący na ziemi. Wśród postaci można wyróżnić teologów, uczonych i papieży, ale także filantropów i pisarzy. Odnajdujemy tu takie postacie jak Girolamo Savonarola, Dante, papież Juliusz II, Sykstus IV, Donato Bramante i innych.
Podczas Sacco di Roma w 1527 landsknechci Karola V splądrowali pałace papieskie i na znak pogardy dla papieża pozostawili liczne napisy na ścianach. Niektóre z nich są jeszcze dziś widoczne (pod odpowiednim oświetleniem) w dolnej części Dysputy.

## Kompozycja
Centralny punkt malowidła stanowi Hostia w monstrancji. Przedmiotem dysputy jest bowiem Najświętszy Sakrament i przeistoczenie, dzięki któremu Chrystus jest obecny w Eucharystii. Monstrancja z Hostią jest punktem rozchodzenia się perspektywy obrazu.
Kompozycja malowidła sprawia, że elementem dominującym jest kolistość. Odnajdujemy ją nie tylko w monstrancji, ale także w kole, w które jest wpisana postać gołębicy, symbolizująca Ducha Świętego, w układzie obu wymienionych grup postaci, w tronie, na którym siedzi Chrystus i innych elementach.

## Temat
Według powszechnie akceptowanej interpretacji Giorgio Vasariego słowo dysputa w tytule dzieła należy rozumieć jako dyskusja nie w znaczeniu ścierania się różnych opinii na dany temat, ale zgłębiania zagadnienia. W tym przypadku zagadnieniem jest obecność eucharystyczna Chrystusa. Z gestów i zachowania postaci przedstawionych przez Rafaela emanuje wielkie zaangażowanie w dyskusję nad tą kluczową dla chrześcijaństwa kwestią. Należy zwrócić uwagę na różnicę w zachowaniu przedstawicieli Kościoła triumfującego i Kościoła pielgrzymującego. Ci pierwsi są zdecydowanie bardziej spokojni, gdyż osiągnąwszy zbawienie, przebywają w obecności Boga, co daje im świadomość prawdy. Drudzy zaś, żyjąc na ziemi nawet jako dobrzy chrześcijanie, odczuwają pragnienie poznania pełni prawdy oraz niepokój, który ustąpi dopiero po zjednoczeniu się z Bogiem. Rafael przedstawiając to, sięga do panującej wtedy teologii, opartej na filozofii platońskiej, a raczej neoplatońskiej (Plotyn), spotykanej już u św. Augustyna. Santi poznał wspomniane poglądy podczas swojej młodzieńczej formacji intelektualnej.

## Postacie

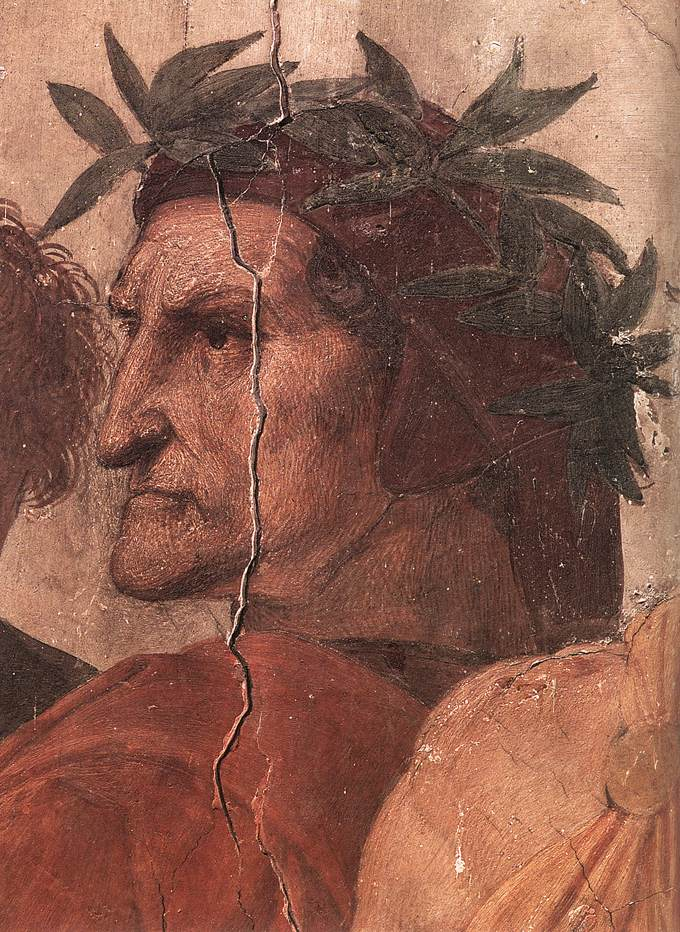
Dante – fragment fresku

Dolna część fresku przedstawia wiele postaci historycznych, i nie są to jedynie osoby współczesne autorowi, albo związane z Kościołem. Znajdujemy tam np. Dantego, autora Boskiej komedii, sławionego w średniowieczu i później jako największego poetę. Można go poznać po wieńcu laurowym na głowie. Inną znaną postacią jest Bramante, przedstawiony jako starszy, łysy mężczyzna w lewym dolnym rogu fresku. Santi zawdzięczał mu zlecenie wymalowania Stanz Watykańskich; Bramante polecił Rafaela papieżowi Juliuszowi II, na skutek czego zlecenia tego nie otrzymał Michał Anioł. Savonarola zawdzięcza swą obecność na fresku prawdopodobnie temu, że Rafael chciał mu złożyć hołd jako temu, który poprzez swoje nauczanie chciał nawrócić Florencję i uczynić z niej nową Jerozolimę.
Górna część przedstawia jako postać centralną Chrystusa. Obok niego znajdują się Maryja i św. Jan Chrzciciel oraz Apostołowie i postaci ze Starego Testamentu, jak Mojżesz, trzymający tablice z Dekalogiem.